# 丹後由良海水浴場

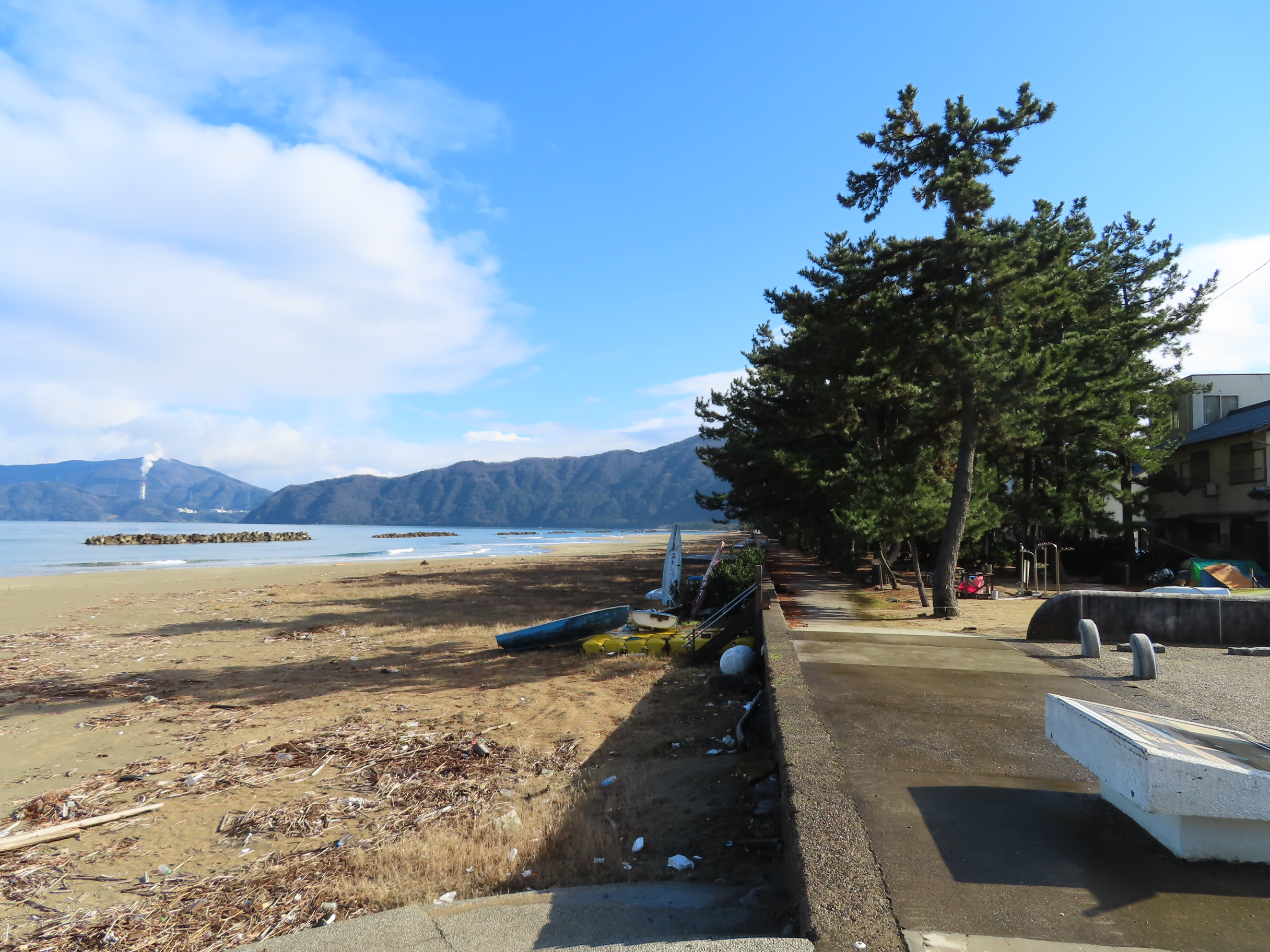
由良海岸

丹後由良海水浴場（たんごゆらかいすいよくじょう）は、京都府宮津市にある海水浴場。日本海に面しており、より広義には由良海岸（ゆらかいがん）とも呼ばれる。日本海に面している。海開きは毎年7月2日。

## 文化
平安時代中期に曽禰好忠が「由良の戸を 渡る船人 梶を絶え 行方も知らぬ 恋の道かな」と詠んだ句が百人一首に採用されている。
1915年（大正4年）に森鷗外が発表した小説『山椒大夫』に登場し、由良海岸には森鷗外文学碑が建っている。山椒大夫伝説に登場する安寿姫は、奈具海岸寄りにある巨岩の近くで塩水を汲んだとされている。

## 施設概要
- 駐車場：有（有料1,000円・日）
- トイレ：有
- 脱衣所：有（無料）
- シャワー：有（有料・コイン）

## アクセス
- 京都丹後鉄道宮舞線 丹後由良駅から徒歩約10分。
  - 京都駅から特急タンゴディスカバリーで約2時間。
- 舞鶴若狭自動車道 舞鶴西ICから国道27号、国道175号、国道178号で由良方面へ。

## 近隣の観光地
- 天橋立（日本三景の1つ）
- 舞鶴港とれとれセンター